# СКА-Львів (гандбольний клуб)
Гандбольний клуб «СКА-Львів» — український чоловічий гандбольний клуб з міста Львова, виступає у Суперлізі.

## Історія
Команду було створено 1962 року в Львові з колишніх гравців ГК «Авангард» та ГК СКІФ. Клуб виступав у чемпіонаті СРСР 18 сезонів, найуспішнішим був 1967 рік, коли команда посіла 5-е місце. Домашнім майданчиком був Палац спорту спортивного клубу ПрикВО. Команда двічі була бронзовим призером Кубку СРСР (1978, 1979). За команду виступали такі відомі гравці як: Володимир Шанін, Олександр Кожухов, Анатолій Потапов, Ігор Гелеш, Валерій Савко, Ярема Зубрицький.
У 1988 та 1991 роках команда СКА здобула золоті нагороди чемпіонату УРСР, а в 1992 році стала срібним призером першого чемпіонату України з гандболу серед чоловіків. Згодом клуб виступав під назвою ГК «Політехнік-СКА».
У сезонах 2005-2006 та 2006-2007 років ГК «Політехнік-СКА» була призером Першої ліги чемпіонату України. З 2008 року виступав у Вищій лізі. 2010 року змінив назву на «ЛДУФК – Львівська політехніка». 2014 року перейменовано на КДЮСШ ім. Юрія Кутенка-ЛДУФК. 2015 року ГК «КДЮСШ ім. Юрія Кутенка ЛДУФК» переміг у чемпіонаті України серед чоловічих клубів вищої ліги та здобув право виступати у суперлізі. 
У сезоні 2015—2016 клуб посів 6-те місце, 2016—2017 та 2017—2018 — 8-те місце, 2018—2019 — 9-те місце, 2019—2020 — 6-те місце.
Команду утримує Федерація гандболу Львівської області та компанія «Шувар».

## Склад команди
| №  | Ім'я та прізвище       | Позиція     | Дата народження  | Громадянство | Зріст (см) | Вага (кг) |
| -- | ---------------------- | ----------- | ---------------- | ------------ | ---------- | --------- |
| 12 | Максим Березовський    | брамкар     | 21 квітня 2000   | Україна      | 186        | 76        |
| 22 | Іван Ручко             | брамкар     | 8 лютого 1994    | Україна      | 190        | 84        |
| 12 | Ігор Степанюк          | брамкар     | 21 травня 2002   | Україна      | 188        | 79        |
| 5  | Єгор Бабін             | крайній     | 31 липня 2001    | Україна      | 183        | 70        |
| 30 | Богдан Вака            | півсередній | 6 квітня 2002    | Україна      | 183        | 64        |
| 27 | Дмитро Гарбар          | півсередній | 24 липня 1999    | Україна      | 186        | 84        |
| 26 | Роман Заєць            | крайній     | 2 вересня 1995   | Україна      | 183        | 70        |
| 14 | Михайло Лесишак        | крайній     | 6 вересня 2001   | Україна      | 171        | 55        |
| 6  | Андрій Матюк           | центральний | 25 жовтня 1984   | Україна      | 190        | 93        |
| 4  | Ярослав Мошківський    | крайній     | 10 червня 1997   | Україна      | 178        | 68        |
| 13 | Максим Олексюк         | крайній     | 11 жовтня 1996   | Україна      | 178        | 85        |
| 31 | Андрій Олійник         | центральний | 3 червня 2002    | Україна      | 176        | 60        |
| 16 | Анатолій Оскілко       | крайній     | 29 липня 1999    | Україна      | 178        | 70        |
| 28 | Віктор Плечищев        | центральний | 20 квітня 1999   | Україна      | 182        | 80        |
| 2  | В'ячеслав Приставський | крайній     | 12 червня 1997   | Україна      | 179        | 74        |
| 11 | Олег Приставський      | крайній     | 30 квітня 2001   | Україна      | 175        | 78        |
| 32 | Дмитро Рожило          | центральний | 11 квітня 2002   | Україна      | 184        | 75        |
| 9  | Ілля Ручко             | півсередній | 11 червня 1997   | Україна      | 192        | 77        |
| 18 | Юрій Сохорович         | лінійний    | 3 квітня 1999    | Україна      | 192        | 90        |
| 16 | Владислав Тарасенко    | півсередній | 1 листопада 1999 | Україна      | 182        | 88        |
| 3  | Артем Трачук           | крайній     | 14 травня 2000   | Україна      | 179        | 63        |
| 20 | Олег Унгурян           | півсередній | 16 грудня 1997   | Україна      | 183        | 83        |
| 10 | Олексій Шевченко       | півсередній | 10 травня 1986   | Україна      | 186        | 86        |

### Тренерський штаб
Головний тренер: Валерій Мельник
Тренери: Віктор Кужава, Юхим Окуп